# Centralny Pododdział Kontrterrorystyczny Policji „BOA”

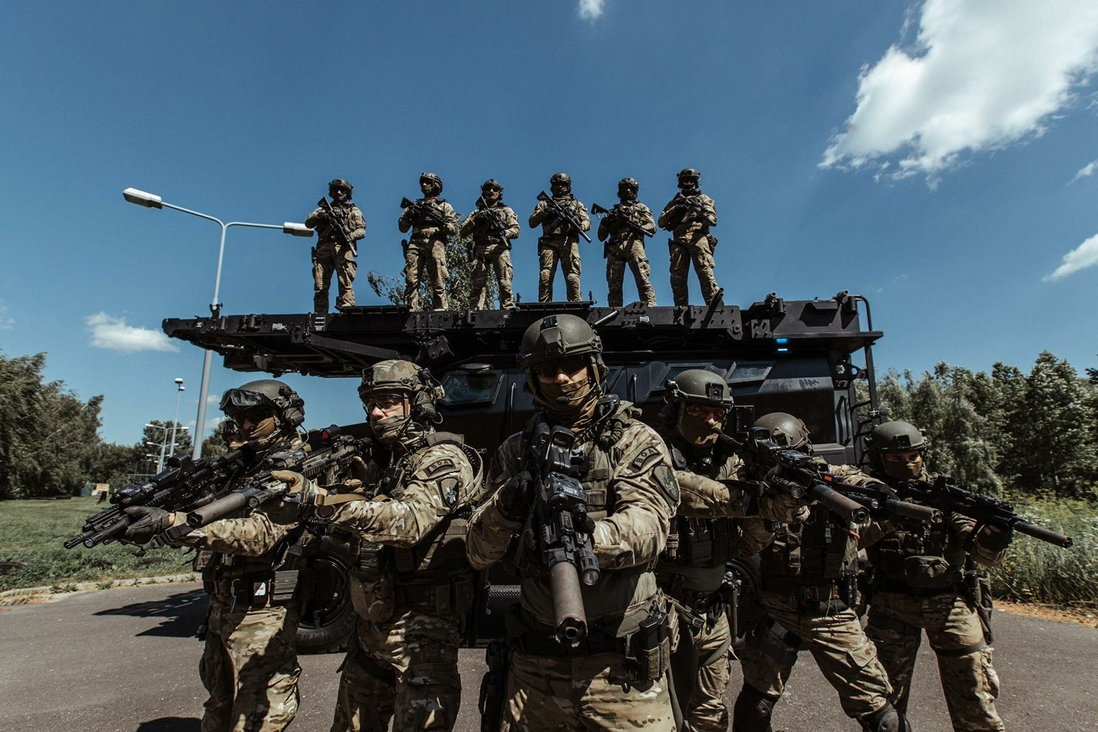
Funkcjonariusze BOA na tle transportera opancerzonego AMZ Tur VI z rampą szturmową

Centralny Pododdział Kontrterrorystyczny Policji „BOA” – jednostka organizacyjna Policji służby kontrterrorystycznej zajmująca się zwalczaniem przestępczości zorganizowanej, dokonywaniem zatrzymań oraz konwojowaniem najgroźniejszych przestępców, w tym ekstradowanych.
BOA jest członkiem organizacji ATLAS, skupiającej policyjne grupy antyterrorystyczne państw Unii Europejskiej.

## Historia
Pod wpływem narastającego zapotrzebowania na jednostkę antyterrorystyczną, 22 lutego 1976 Minister Spraw Wewnętrznych utworzył w Komendzie Stołecznej Milicji Obywatelskiej (jako jedyny w Polsce) Wydział Zabezpieczenia. Do jego zadań należało:
- zwalczanie terroryzmu,
- interwencja w sytuacjach narażających na uszczerbek na życiu i zdrowiu, lub zagrażających bezpieczeństwu publicznemu na terenie Warszawy i całego kraju.

Wydział ten składał się z 5 sekcji bojowych stanowiących łącznie 47 funkcjonariuszy. W 1982 r. zwiększono liczebność jednostki do 273 funkcjonariuszy. Wydzielono również skrzydło bojowe i skrzydło ochrony lotów, a także sekcję techniczną jako część logistyczną. Funkcjonariusze skrzydła ochrony lotów (odpowiednik Federal Air Marshal Service) pilnowali bezpieczeństwa na pokładach samolotów Polskich Linii Lotniczych LOT. W 1990 r. w związku z ustaniem porwań samolotów skrzydło ochrony lotów zostało rozwiązane. Z WZ KS MO odeszła cała kadra zarządzająca, a nazwę zmieniono na Wydział Antyterrorystyczny Komendy Stołecznej Policji. W ramach wolnych etatów powiększono pion bojowy o sekcję pirotechniczną, utworzony został sztab i pluton ochrony, do sekcji technicznej dodano sekcję transportu, rozbudowano zespół medyczny.
W 1992 r. utworzono Sekcję Szkoleniową oraz Sekcję ds. Negocjacji, w której zatrudniony został psycholog. Sekcja pirotechniczna powiększono do 10 osób. Wydział zatrudniał wtedy 207 policjantów i 2 cywilnych pracowników Policji. W lutym 2003 r. WA KSP został wydzielony z KSP, zrestrukturyzowany i wcielony do struktury Komendy Głównej Policji. Powstała struktura ds. działań antyterrorystycznych w ramach CBŚ KGP. Stworzono dwa zarządy: zarząd bojowy oraz Zarząd Wsparcia Bojowego w ramach Centralnego Biura Śledczego KGP. Oba zarządy podlegały pod polecenia służbowe dyrektora CBŚ KGP.
W lipcu 2003 r. połączono Zarząd Bojowy CBŚ KGP oraz Zarząd Wsparcia Bojowego CBŚ KGP. Nowo stworzoną komórkę wydzielono ze struktury Centralnego Biura Śledczego, tworząc oddzielne wyższe hierarchicznie niż Zarządy CBŚ Biuro Operacji Antyterrorystycznych Komendy Głównej Policji, którym kierował dyrektor. BOA KGP było podległe Zastępcy Komendanta Głównego Policji. W kwietniu 2004 r. rozwiązano Biuro Operacji Antyterrorystycznych, degradując centralną jednostkę antyterrorystycznej policji. Przebudowano strukturę, tworząc Zarząd Operacji Antyterrorystycznych Głównego Sztabu Komendy Głównej Policji. Zadania jednostki nie uległy zmianie. W maju 2008 r. ponowne utworzono Biuro Operacji Antyterrorystycznych Komendy Głównej Policji, jako centralną jednostkę antyterrorystycznej policji, będącą samodzielną częścią struktury Komendy Głównej Policji, kierowaną przez dyrektora, a podległą bezpośrednio pod Zastępcę Komendanta Głównego Policji.
Ustawą z dnia 9 listopada 2018 r. o zmianie ustawy o Policji oraz niektórych innych ustaw (Dz. U. z 2019 r., poz. 15) utworzono Centralny Pododdział Kontrterrorystyczny Policji „BOA”, jako jednostkę organizacyjną Policji podległą bezpośrednio Komendantowi Głównemu Policji. "BOA" ma siedzibę w Warszawie-Szczęśliwicach przy ul. Włochowskiej 25/33.

## Struktura "BOA"
- Wydział Bojowy I,
- Wydział Bojowy II,
- Wydział Bojowy III,
- Wydział Bojowy IV,
- Wydział Bojowy V,
- Wydział Szkoleniowo-Bojowy,
- Wydział Wsparcia Operacyjnego,
- Wydział Wsparcia Technicznego,
- Zespół Analityczno-Doradczy.

## Zadania

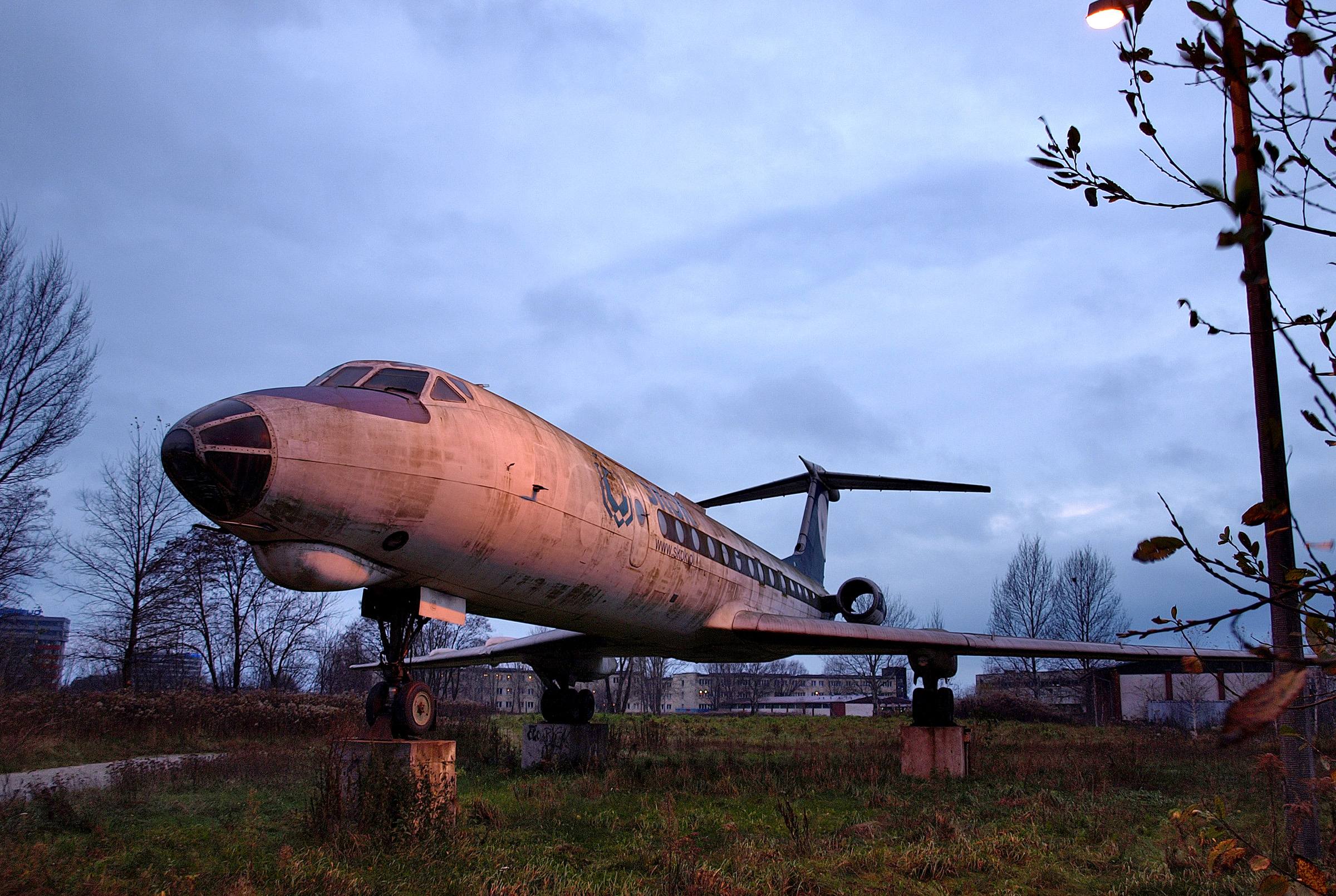
Samolot Tu-134A na terenie komendy przy ulicy Włochowskiej w Warszawie, używany do ćwiczeń antyterrorystycznych

Zadaniem CPKP „BOA” jest między innymi przeciwdziałanie terroryzmowi i jego fizyczne zwalczanie oraz organizowanie, koordynowanie i nadzorowanie działań Policji w tym zakresie, w szczególności:
- prowadzenie działań bojowych oraz rozpoznawczych, zmierzających do likwidowania zamachów terrorystycznych, a także przeciwdziałanie zdarzeniom o takim charakterze, w tym działań o szczególnym stopniu skomplikowania oraz w środowisku narażonym na działanie czynnika chemicznego, biologicznego, promieniowania jonizującego, nuklearnego i materiału wybuchowego;
- prowadzenie działań wymagających użycia specjalistycznych sił i środków lub stosowania specjalnej taktyki działania;
- prowadzenie negocjacji policyjnych;
- wykonywanie zadań wspierających działania ochronne podejmowane wobec osób podlegających ochronie;
- wspieranie działań jednostek organizacyjnych Policji i komórek organizacyjnych KGP w warunkach szczególnego zagrożenia lub wymagających określonych kwalifikacji i umiejętności;
- koordynowanie przygotowań Policji do prowadzenia działań bojowych, minersko-pirotechnicznych i negocjacji policyjnych;
- analizowanie różnych aspektów zwalczania terroryzmu oraz podejmowanie inicjatyw mających wpływ na właściwą realizację zadań Policji w tym zakresie;
- współpraca z krajowymi i zagranicznymi formacjami właściwymi w sprawach przeciwdziałania terroryzmowi i jego zwalczania.

Pododdział wykonuje zadania specjalnej jednostki interwencyjnej, o której mowa w decyzji Rady 2008/617/WSiSW z dnia 23 czerwca 2008 r. w sprawie usprawnienia współpracy pomiędzy specjalnymi jednostkami interwencyjnymi państw członkowskich Unii Europejskiej w sytuacjach kryzysowych (Dz. Urz. UE L 210 z 06.08.2008 r., s. 73).

## Kontrowersje

### Udział w pacyfikacji manifestacji Ogólnopolskiego Strajku Kobiet w 2020 r.
Według informacji podanych przez niektóre media - 18 listopada 2020 r. członkowie grupy około 60 nieumundurowanych operatorów pododdziałów kontrterrorystycznych, w tym Wydziału Bojowego II BOA, znajdując się wśród uczestników protestu Ogólnopolskiego Strajku Kobiet na Placu Powstańców w Warszawie, stosowali środki przymusu bezpośredniego, takie jak uderzenia pałką teleskopową i rozpylenie gazu łzawiącego. Z punktu widzenia uczestników protestu działania te prowadzone były przez niezidentyfikowanych i zamaskowanych mężczyzn, którzy dopiero po upływie pewnego czasu od momentu rozpoczęcia stosowania środków przymusu bezpośredniego stopniowo nakładali nieprzewidywane prawem opaski, mające ich identyfikować jako policjantów.
Tymczasem zgodnie z art. 5c ust. 1 ustawy z dnia 6 kwietnia 1990 r. o Policji Centralny Pododdział Kontrterrorystyczny Policji "BOA" oraz samodzielne pododdziały kontrterrorystyczne Policji stanowią służbę kontrterrorystyczną, odpowiedzialną za prowadzenie działań kontrterrorystycznych oraz wspieranie działań jednostek organizacyjnych Policji w warunkach szczególnego zagrożenia lub wymagających użycia specjalistycznych sił i środków oraz specjalistycznej taktyki działania.
Zgodnie z informacją zamieszczoną na stronie Policja.pl – w listopadzie 2020 r. dowódcą BOA był Dariusz Zięba. Media podają, że w okresie sprawowania rządów przez Prawo i Sprawiedliwość funkcjonariusz ten awansował w Policji o cztery stopnie, do stopnia inspektora. 

Wg źródeł „Wyborczej” wywodzą się oni [napastnicy] ze wspomnianego BOA oraz z Samodzielnego Pododdziału Antyterrorystycznego stołecznej policji nazywanego „warszawskim SPAT-em”. Do zabezpieczenia demonstracji ściągani są też funkcjonariusze wydziałów AT (antyterroryści) z innych części kraju. Obecnie zostali przeniesieni do prewencji, gdzie tworzą grupę nazywaną nieformalnie „Wydział Chaos”. Do tych zadań dobierani są pod kątem poglądów, tak jak kiedyś rekrutowano do CBA.